# Cleistanthus collinus
Cleistanthus collinus  es una especie de planta de la familia Phyllanthaceae. Fue descrita por primera vez por William Roxburgh bajo el nombre de Clutia collina, posteriormente se estableció el nombre de Cleistanthus collinus al reclasificarse luego de un estudio realizado por Bentham y Hooker. La UICN clasifica a esta especie como vulnerable. No se enumeran subespecies en el Catálogo de la vida.

## Propiedades
Cleistanthus collinus (Karra) contiene un veneno vegetal también llamado oduvan (tamil), kadise (canarés), vadisaku (telugu), oduku (malayalam) y Gaja Madara (cingalés). La ingestión de sus hojas o una decocción de estas causa hipopotasemia (kaliuresis y arritmias cardíacas), acidosis metabólica, hipotensión e hipoxia probablemente debido a acidosis tubular renal distal, SDRA y vasodilatación inducida por toxinas, respectivamente. Es probable que la hipopotasemia y la acidosis también induzcan rabdomiólisis, lo que provoca insuficiencia renal mioglobinúrica y debilidad neuromuscular. Sus efectos probablemente estén mediados por la lesión de los túbulos renales distales, el epitelio pulmonar y los vasos sanguíneos periféricos debido a la depleción de glutatión (los estudios en animales han demostrado beneficios con la N -acetilcisteína ).

## Galería

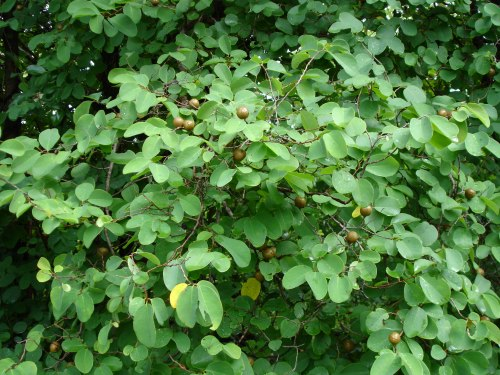
Karra en fructificación
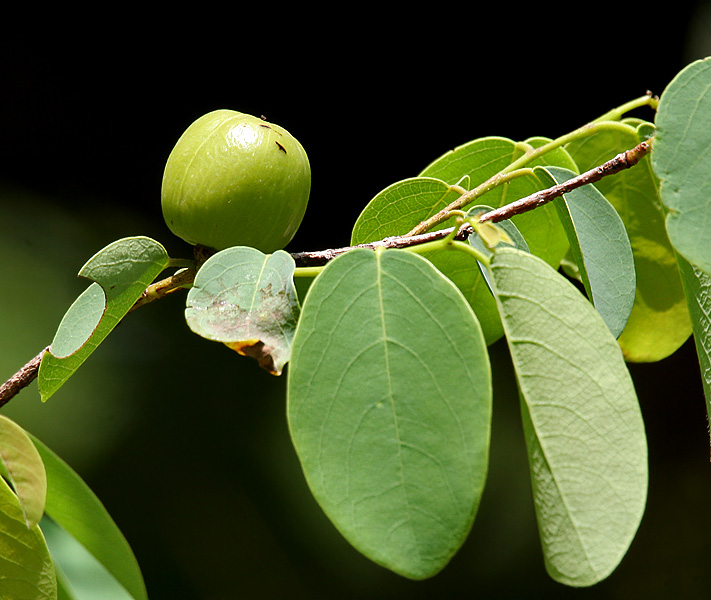
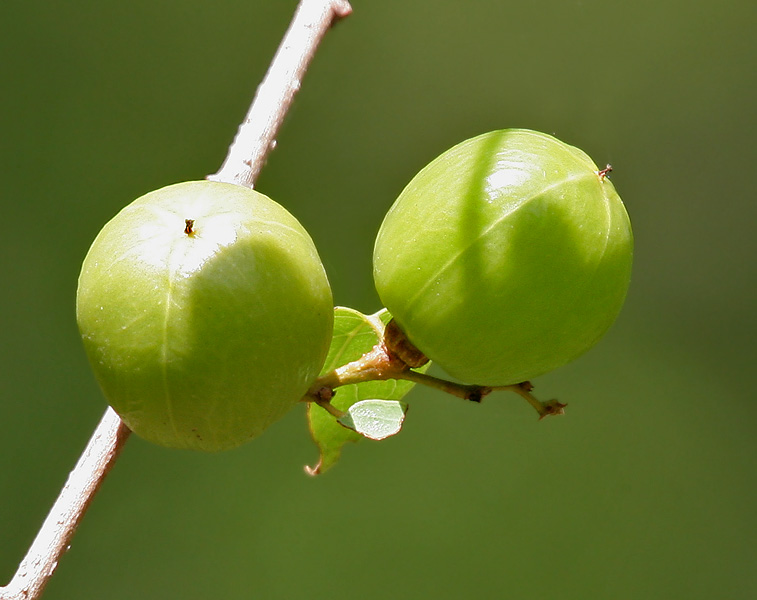
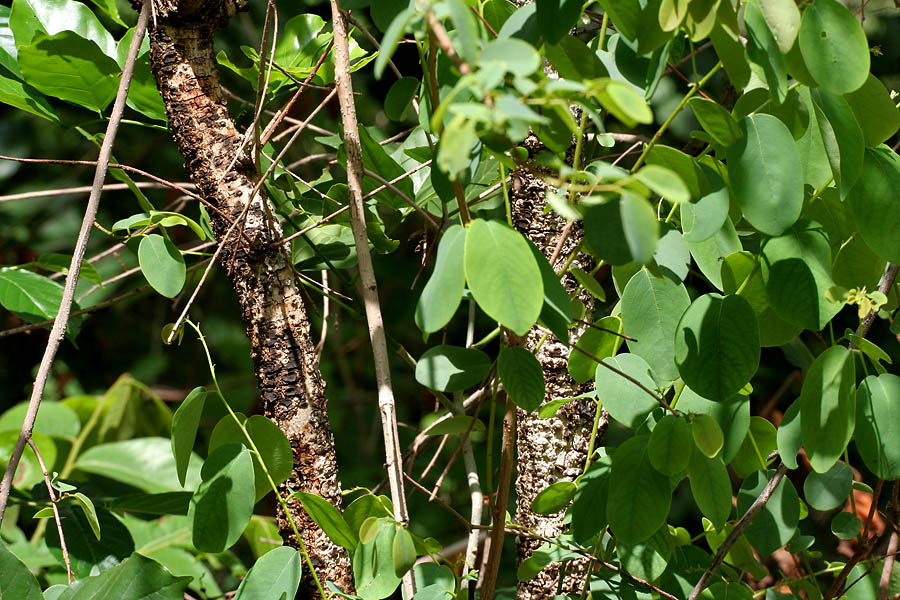